# Liste der Fließgewässer im Flusssystem Schorgast

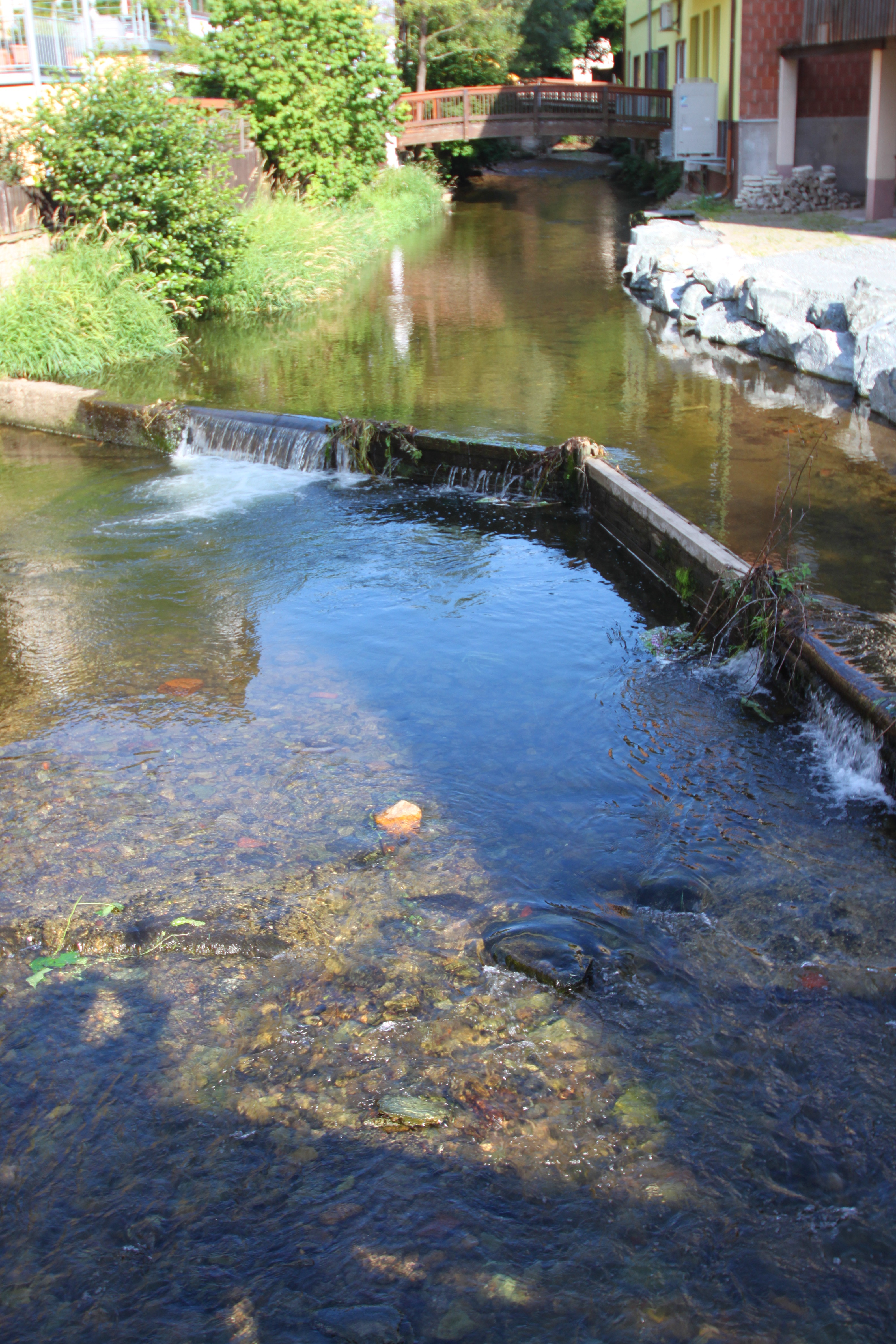
Die Schorgast

Die Liste der Fließgewässer im Flusssystem Schorgast umfasst alle direkten und indirekten Zuflüsse der Schorgast, soweit sie namentlich auf der Topographischen Karte 1:10000 Bayern Nord (DK 10), im Kartenwerk des Stadtplandienstes der Euro-Cities AG oder im Kartenservicesystem des Bayerischen Landesamts für Umwelt (LfU) aufgeführt werden. Namenlose Zuläufe und Abzweigungen werden nicht berücksichtigt. Wenn sich der Gewässername nach dem Zusammenfluss zweier Gewässerabschnitte ändert, werden die beiden Zuflüsse als Quellzuflüsse separat angeführt, ansonsten erscheint der Teilbereichsname in Klammern. Die Längenangaben werden auf eine Nachkommastelle gerundet. Die Fließgewässer werden jeweils flussabwärts aufgeführt. Die orografische Richtungsangabe bezieht sich auf das direkt übergeordnete Gewässer. Teilflusssysteme mit mehr als 20 Fließgewässern sind in eine eigene Liste ausgelagert (→ Flusssystem).

## Schorgast
Die Schorgast ist ein 15,4 km langer rechter Zufluss des Weißen Mains in Oberfranken. 

## Zuflüsse
Direkte und indirekte Zuflüsse der Schorgast

- Perlenbach (rechts) (mit Kropfbach) 12,6 km
  - Kropfbach (rechter Quellbach)
  - Solgbach (linker Quellbach)
    - Kofenbach (links)

  - Garmersbach (rechts)
  - Singerbach (links)
- Weißenbach (rechts)
  - Siebengrünbach (rechter Quellbach)
  - Weißenbächlein (linker Quellbach)
- Koser (Koserbach) (rechts), 3,8 km
  - Kleiner Koserbach (rechter Quellbach), 4,8 km
    - Schallerbach (rechts)Der Große Koserbach

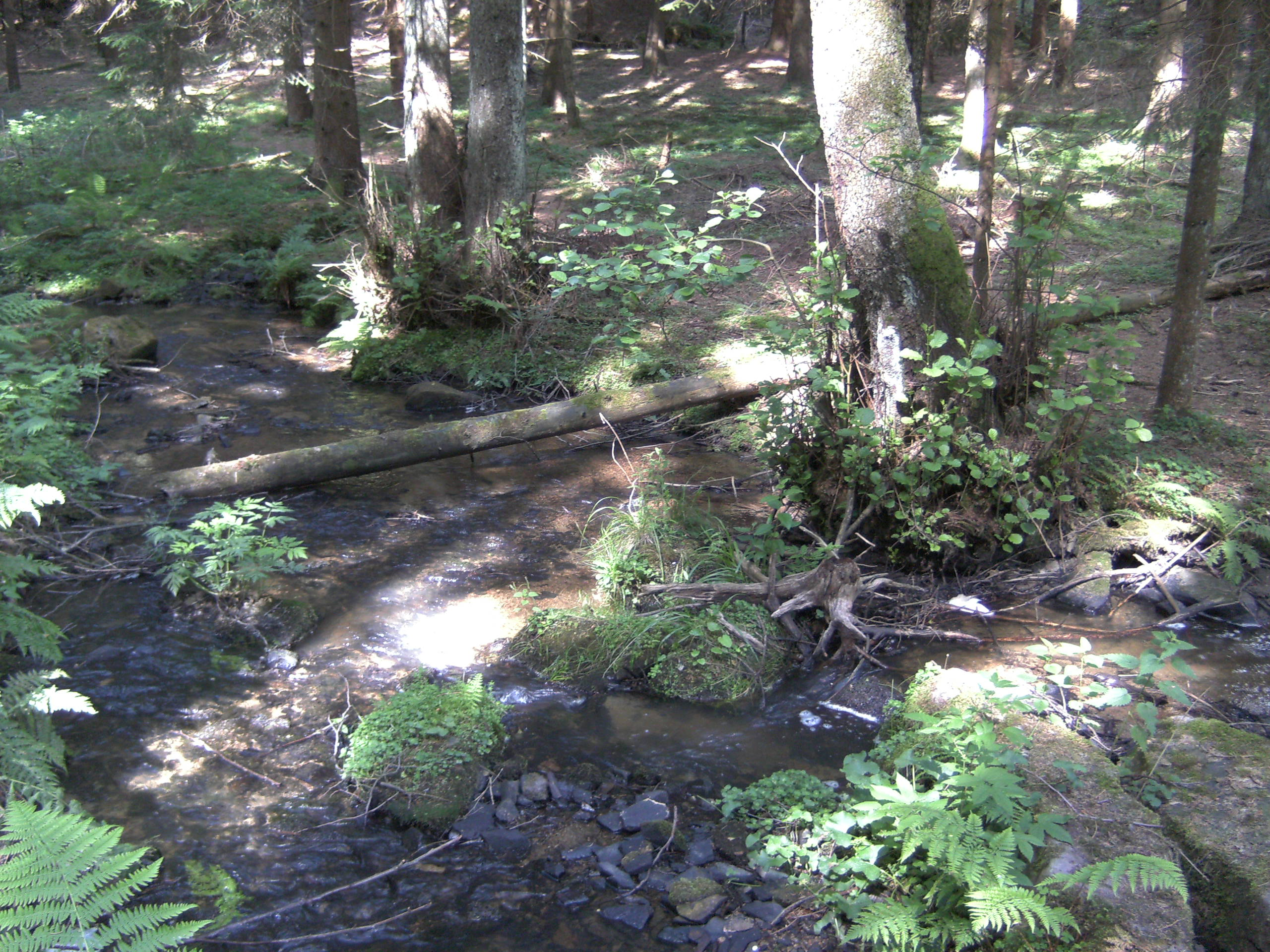
Der Große Koserbach

  - Großer Koserbach (linker Quellbach) 8,3 km
  - Langenbach (links)
    - Leugastbach (rechts)
    - Steinbach (links)

  - Hofbach (rechts)Die Untere Steinach
- Buchbächlein (rechts)

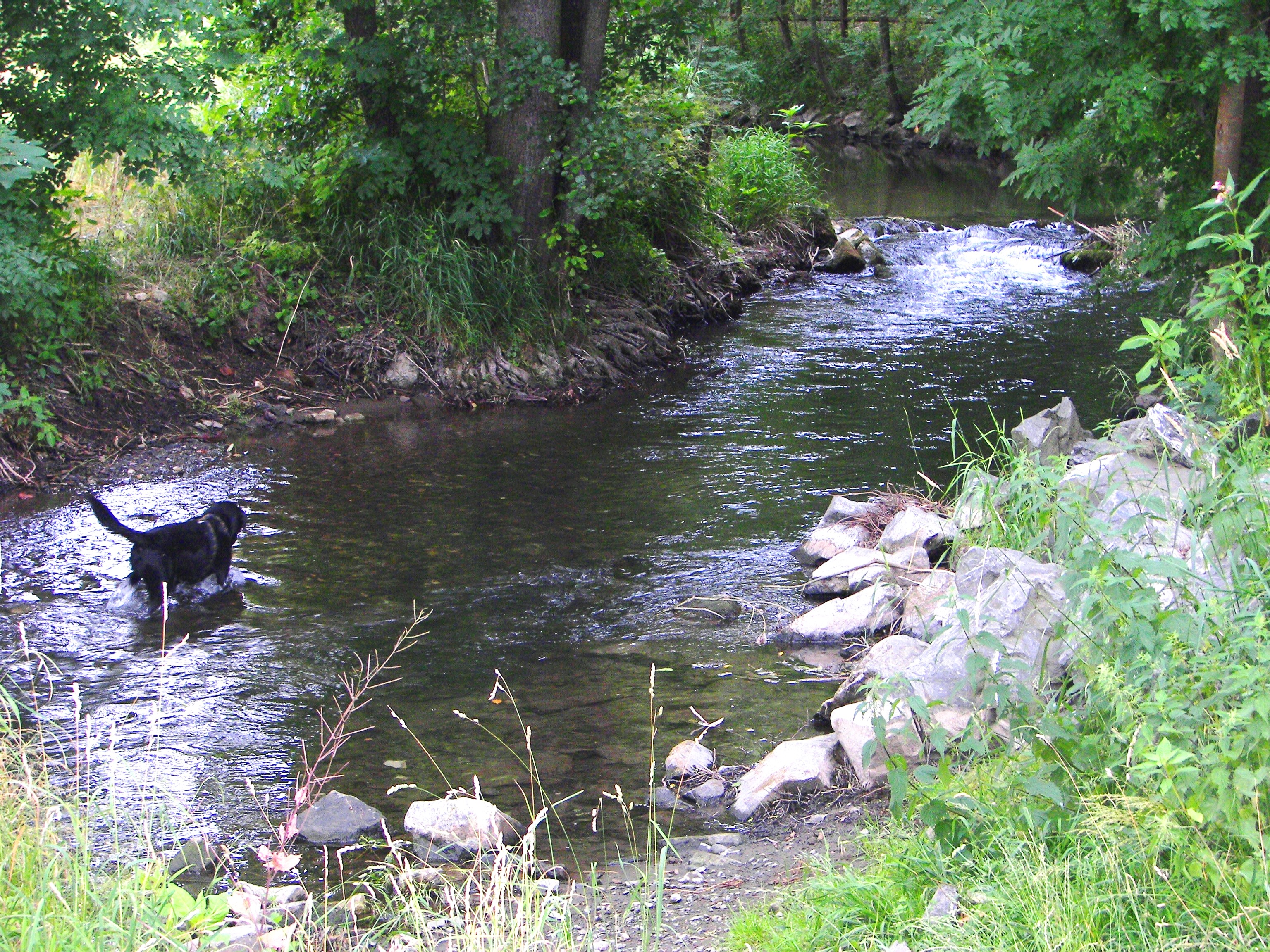
Die Untere Steinach

- Steckbach (links), (mit Hutweidbach), 4,3 km
  - Hutweidbach (linker Quellbach)
    - Gütleinbach (rechts)

  - Krebsbach (rechter Quellbach)
- Schnittbach (rechts)
- Untere Steinach (rechts), 11,5 km → Flusssystem

## Flusssystem Weißer Main
- Fließgewässer im Flusssystem Weißer Main